# Human Wreckage
Human Wreckage è un film muto del 1923 diretto da John Griffith Wray. Tutte le copie esistenti del film sono andate perdute.

## Trama
Alan MacFarland è un avvocato che viene convinto dalla moglie Ethel a difendere Jimmy, un tossicodipendente accusato di rapina, riuscendo a farlo assolvere. In seguito, a causa di un esaurimento nervoso, inizia ad assumere morfina diventandone in breve tempo dipendente e finisce sotto ricatto dei suoi spacciatori che gli impongono di difendere altri criminali in tribunale.
Quando il boss del traffico di droga cittadino muore in un incidente volontariamente provocato da Jimmy, ormai ripulitosi, l'avvocato decide di disintossicarsi e inizia la sua battaglia per inasprire le leggi contro l'uso dei narcotici. Il film si conclude con un accorato appello agli spettatori a sostenere la crociata contro la diffusione degli stupefacenti.

## Produzione
La realizzazione del film fu fortemente voluta da Dorothy Davenport il cui marito, il celebre attore Wallace Reid, era morto prematuramente a causa della dipendenza da morfina sviluppata a seguito dei postumi di un grave incidente sul set; l'attrice venne accreditata nei titoli come Mrs. Wallace Reid.
La Davenport ottenne l'appoggio di diversi soggetti per la produzione del film tra cui Thomas H. Ince, che produsse la pellicola, e la Anti-Narcotics League di Los Angeles.

## Distribuzione
Il film fu proiettato per la prima volta il 27 giugno 1923 presso il Lyric Theatre di New York.

### Censura
In virtù del suo messaggio contro l'uso di droghe il film non venne osteggiato da Will H. Hays che all'epoca si occupava di vigilare sulla moralità delle produzioni cinematografiche in quanto capo della Motion Picture Producers and Distributors of America e aveva bandito ogni riferimento all'uso di stupefacenti nei film. La pellicola venne invece censurata nel Regno Unito dal British Board of Film Classification ritenendo che mostrare immagini di assunzione di droga avrebbe incitato gli spettatori a farne uso.

## Critica
La rivista Variety non accolse positivamente il film definendolo nella sua recensione «morboso», «superficiale» e «futile».